# Вбивство Габрієля Нарутовича
52°14′20″ пн. ш. 21°00′40″ сх. д. / 52.239° пн. ш. 21.011° сх. д.
Габрієль Нарутович, перший президент Польщі після відновлення незалежності був убитий 16 грудня 1922 року після п'яти днів перебування на посаді. Його смертельно поранив художник Елігіуш Невядомський під час відвідування виставки у палаці товариства заохочення мистецтв.
Президент Габрієль Нарутович брав участь у церемонії відкриття щорічного салону товариства заохочення мистецтв. В ході екскурсії у виставковому залі № 1 Невядомський з близької відстані тричі вистрілив з револьвера в Нарутовича, убивши його на місці.
Вбивця, не чинивши опору, був заарештований і постав перед судом, який 30 грудня 1922 року засудив його до смертної кари за вбивство президента республіки. Вирок був приведений у виконання через розстріл 31 січня 1923 року.

## Ситуація перед замахом

### Обрання Габрієля Нарутовича на пост президента Польської республіки
Після закінчення першої світової війни в 1918 році Польща здобула незалежність.
Згідно статті № 39 конституції польської республіки, прийнятій 17 березня 1921 року президент обирався більшістю голосів Сейму і Сенату, які складають Національні збори.
У результаті парламентських виборів у листопаді 1922 року з 444-місць Сейму правоцентристське угруповання отримала 220 мандатів, ліві — 97, національні меншини — 89, інші — 38. Також в Сенаті більшість з 111 місць належало правим.
На пост президента було висунуто п'ять кандидатів:
- Ян Нецислав Бодуен де Куртене — кандидат від національних меншин.
- Іґнацій Дашинський — кандидат, висунутий соціалістичною партією.
- Габрієль Нарутович — позапартійний кандидат, висунутий польською селянською партією «Звільнення».
- Станіслав Войцеховський — кандидат, висунутий польською селянською партією «Пяст».
- Маврикій Замойський — кандидат від правих.

На пост президента польської республіки 9 грудня 1922 був обраний Габрієль Нарутович. Він отримав 289 з 555 голосів депутатів і сенаторів національних зборів. В останньому турі виборів Нарутович отримав 56 % голосів Зборів в той час як Замойський, маючи тільки голосаи правих — менше 44 % голосів.
Відразу ж після виборів, близько 8 години опівдні, прем'єр-міністр Юліян Новак, маршал Сейму — Мацей Ратай і маршал Сенату — Войцех Тромптшиньский вирушили до Нарутовича, що знаходився в палаці Брюля, щоб повідомити йому про вибір Зборів та дізнатися, чи приймає він своє обрання. На це Нарутович відповів, що підпорядкування волі національних зборів є його громадянським обов'язком, і своє обрання на вищий пост в країні він приймає.

### Політична атмосфера після виборів
Габрієль Нарутович професор, інженер став одним з лідерів лівого крила в Сеймі (польському парламенті). Після прийняття у березні 1922 року польської конституції та проведення в листопаді цього ж року виборів до сенату і сейму Польщі Нарутович на президентських виборах у грудні 1922 році був обраний президентом Польщі. Націоналісти-ендеки з правого крила не прийняли його обрання, відбулася низка акцій протесту. Прийдешнє вбивство Нарутовича стало апогеєм агресивної, правої та антисемітської пропаганди яка очорнювала його. На тлі вуличних протестів недружня преса називала його атеїстом, масоном і євреєм.
Інформація про перемогу на виборах кандидата Нарутовича швидко поширилася Варшавою. Праві організації не погодилися з рішенням національних зборів. Депутатів та сенаторів, які брали участь у голосуванні на виході з будівлі зустріла демонстрація, учасники якої (в основному студенти та школярі) висловлювали незадоволеність підсумками виборів.
Протестуючі пройшли маршем від вулиці Новий свят Уяздовською алеєю до будинку генерала Юзефа Галлера, крича: «Долой Нарутовича». Генерал Галлер вийшов на балкон і виступив з промовою перед юрбою, що зібралася.

Співвітчизники і товариші по зброї! Ви і ніхто інший заступили своїми грудьми як твердою стіною кордони Речі Посполитої, шлагбауми Варшави. Своїми діями ви домагалися тільки одного: Польщі. Польщі великої, незалежної. Нині Польща, за яку ви боретеся, розбита. Ваша реакція — це показник народного обурення, ви — його рупор, воно росте і піднімається як хвиля.
Оригінальний текст (пол.)
Rodacy i towarzysze broni!
Wy, a nie kto inny, piersią swoją osłanialiście, jakby twardym murem, granice Rzeczypospolitej, rogatki Warszawy. W swoich czynach chcieliście jednej rzeczy, Polski. Polski wielkiej, niepodległej. W dniu dzisiejszym Polskę, o którą walczyliście, sponiewierano. Odruch wasz jest wskaźnikiem, iż oburzenie narodu, którego jesteście rzecznikiem, rośnie i przybiera jak fala— .

## Відвідування галереї і вбивство
Вийшовши від кардинала Александера Каковского, президент Габрієль Нарутович поїхав автомобілем до галереї разом з начальником канцелярії Станіславом Царем. Президент їхав вулицею Нови Свят, поїздка до галереї зайняла кілька хвилин. Президент був у прекрасному настрої, пішоходи на вулиці вітали його спокійно.
О 12.10 автомобіль з президентом зупинився біля будівлі галереї. На сходах біля входу його зустрів начальник дипломатичного протоколу Стефан Пжежджьєцький (Stefan Przeździecki). Голова товариства подякував президенту за візит і проводив його всередину будівлі. Публіка, що зібралася в галереї зустріла президента оплесками і вигуками «віват!».
На шляху до виставкового залу президент привітав групу художників, які організували виставку, і обмінявся рукостисканням з кожним з них. О 12.12 президент увійшов до зали, розташованій на першому поверсі виставки. Під час огляду портрета Броніслава Копчинського на фронтоні товариства до президента підійшов посол Англії в Польщі Вільям Гринферр Макс Мюллер зі своєю дружиною. Вона сказала: «Permettez-moi Monsieur le Président de Vous fèliciter» (Дозвольте, пане президенте, вас привітати), на що Нарутович відповів: «Oh, plutôt faire les condoléances» (Швидше принести співчуття).
Поява президента в портретній галереї викликала загальний інтерес відвідувачів.
У момент, коли президент зупинився перед портретом Теодора Жемка, почулися три постріли з револьвера. Почалася паніка.
Президент захитався і впав на підлогу. Поетеса Казіміра Іллакович підтримувала його голову. Прем'єр-міністр Новак покликав лікаря. Випадково опинився поблизу лікар Снегоцький поспішив на допомогу, але зміг зафіксувати тільки внутрішній крововилив у легенях, «задуху», зупинку серця і смерть президента.
В цей час убивця президента спокійно стояв, тримаючи в руці іспанський револьвер, спрямований у бік померлого Нарутовича. Це був Елігіуш Невядомський. Опомнившийся віце-президент товариства заохочення мистецтв Едвард Окунь і один з ад'ютантів президента схопили вбивцю, який дав себе роззброїти без опору і сказав «Nie będę więcej strzelać» (Більше не буду стріляти).
За спогадами художника Яна Скотницького незабаром після цього прем'єр покинув галерею. У цей час на площі трьох хрестів проходили похорони одного з робітників, убитих під час демонстрації на підтримку обрання Нарутовича. Натовп, що зібрався на похороні налічував декілька десятків тисяч людей.
Тому було прийнято рішення негайно замкнути двері і нікого не випускати. Був відправлений посильний до маршала сейму Мацея Ратая, який згідно конституції мав замінити президента. Тим не менш, він міг прийняти повноважень лише після офіційного оголошення про смерть чинного президента.

## Наслідки
Невядомський був пов'язаний з правим крилом національно-демократичної партії. На суді він заявив, що планував убити Юзефа Пілсудського, але в результаті вбив його союзника Нарутовича, це був «крок у боротьбі за полонізацію і за націю».
Вбивця був засуджений до смерті, вирок був приведений у виконання 31 січня в Олександрівській цитаделі. Частина прихильників правого крила проголосили Невядомського героєм. Націоналістична преса правого крила та історики характеризують Невядомського в позитивному світлі, пишуть про його «героїчної позиції», «священних переконаннях», «патріотичному боргу» тощо. Протягом багатьох місяців його могила стала місцем поклоніння націоналістів, більше трьох сотень варшавських немовлят при хрещенні отримали ім'я Елігіуш.
Вбивство першого президента другої польської республіки і гнівна агітація проти нього показали нестійкість демократичних механізмів в Польщі того часу.
Вбивство Нарутовича стало джерелом натхнення і головною темою багатьох праць. В 1977 році в Польщі вийшов фільм «Смерть президента» (пол. Śmierć prezydenta) режисера Єжи Кавалеровича. Польський живописець Вільгельм Сасналь у 2003 році створив картину під назвою «Нарутович».